# Callirrhoé fille d'Achéloos
Pour les articles homonymes, voir Callirrhoé.
Dans la mythologie grecque, Callirrhoé ou Callirhoé (en grec ancien Καλλιρόη / Kalliróê) est une naïade, fille du dieu fleuve Achélôos. Elle est mariée à Alcméon, qu'Achéloos venait de purifier d'un meurtre, et de qui elle conçoit deux fils, Amphotéros et Acarnan.

## Mythe
Elle réclame à son époux le Collier d'Harmonie, que celui-ci avait offert à sa première femme Arsinoé (fille de Phégée, roi de Psophis en Arcadie). Mais Alcméon est finalement tué par les fils de Phégée, Pronoos et Agénor, en tentant de récupérer l'objet.
Callirrhoé obtient alors de Zeus, « avec qui elle était intime », de faire grandir ses deux enfants sur le champ afin qu'ils deviennent des hommes. Ceux-ci vont ensuite venger leur père, tuant d'abord Pronoos et Agénor, puis Phégée et son épouse.